# Alfredo Rodríguez
José Alfredo Rodríguez Victoria (La Paz, 19 mei 1997) is een Mexicaans wielrenner die anno 2018 rijdt voor Elevate-KHS Pro Cycling.

## Carrière
Als junior behaalde Rodríguez drie zilveren medailles tijdens de Pan-Amerikaanse kampioenschappen baanwielrennen in 2015.
In 2018 sprintte Rodríguez naar de winst in de vierde etappe van de Joe Martin Stage Race, voor Lucas Haedo en Marc-Antoine Nadon.

## Baanwielrennen

### Palmares
| Jaar     | MK       | P-AK                                      | WK       | Overig   |
| Junioren | Junioren | Junioren                                  | Junioren | Junioren |
| -------- | -------- | ----------------------------------------- | -------- | -------- |
| 2015     |          | Ploegenachtervolging, Scratch, Ploegkoers |          |          |

## Wegwielrennen

### Overwinningen
2018
4e etappe Joe Martin Stage Race

## Ploegen
- 2017 –  Elevate-KHS Pro Cycling
- 2018 –  Elevate-KHS Pro Cycling

Brown · Frayre · Hoehn · Lockwood · McCulloch · Piccoli · Rodríguez · Schmalz · Torraca · Williams · Zavyalov
Bassetti · Cheyne · Frayre · Girkins · Law · McCulloch · Piccoli · Rodríguez · Simpson · Torraca · Williams